# ゴンサロ・ロドリゲス
ゴンサロ・ハビエル・ロドリゲス・プラド（Gonzalo Javier Rodriguez Prado, 1984年4月10日 - ）は、アルゼンチン・ブエノスアイレス出身の元サッカー選手。ポジションはディフェンダー。

## 経歴

### クラブ
ビジャレアルCF時代の2006年8月、ラモン・デ・カランサ杯の試合中に右膝十字靱帯断裂の重傷を負い、2006-07シーズンの大部分を棒に振った。2007年4月15日のヘタフェCF戦で戦線復帰したが、同年6月14日、再び右膝十字靭帯を負傷した。2008年1月、長期離脱したファブリシオ・フエンテスと入れ替わるように7ヶ月ぶりに戦線に復帰した。それ以後はセンターバックのレギュラーとしてディエゴ・ゴディンとコンビを組み、チームの上位進出に貢献した。
2012年夏、ビジャレアルの2部降格もあり8シーズン在籍したチームを離れ、同僚のボルハ・バレロとともにイタリアのACFフィオレンティーナへ移籍した。移籍初年度からヴィンチェンツォ・モンテッラ監督の信頼を勝ち取り35試合出場6得点を記録し、クラブのリーグ4位フィニッシュ及び来季のヨーロッパリーグ・プレーオフ出場権獲得に貢献した。2015-16シーズンには新たな指揮官に就任したパウロ・ソウザによってキャプテンに任命された。2017年4月9日に行われたUCサンプドリア戦でクラブ公式戦200試合出場を達成、同試合ではヴィオラにおける自身25得点目となるゴールも挙げた。
2017-18シーズンよりサン・ロレンソと3年契約を締結し、13年振りに古巣へ復帰することが発表された。

### 代表
アルゼンチン代表には2003年のホンジュラス戦でデビューしている。彼はこの時19歳であった。2005年のコンフェデレーションズカップでメンバー入りし、2006年ドイツW杯もメンバー入り濃厚であったが、2006年4月17日のFCバルセロナ戦で左足首内側の靭帯断裂という大怪我を負い出場できなかった。